# Panagiotis Bardatsos
Panagiotis Bardatsos –conocido como Peter Bardatsos– (27 de abril de 1971) es un deportista estadounidense que compitió en taekwondo. Ganó una medalla de bronce en los Juegos Panamericanos de 1999, y una medalla de bronce en el Campeonato Panamericano de Taekwondo de 1994.

## Palmarés internacional
| Juegos Panamericanos    | Juegos Panamericanos | Juegos Panamericanos | Juegos Panamericanos |
| Año                     | Lugar                | Medalla              | Categoría            |
| ----------------------- | -------------------- | -------------------- | -------------------- |
| 1999                    | Winnipeg (Canadá)    | Medalla de bronce    | +80 kg               |
| Campeonato Panamericano |                      |                      |                      |
| Año                     | Lugar                | Medalla              | Categoría            |
| 1994                    | Heredia (Costa Rica) | Medalla de bronce    | –83 kg               |